# Mateusz Dopieralski

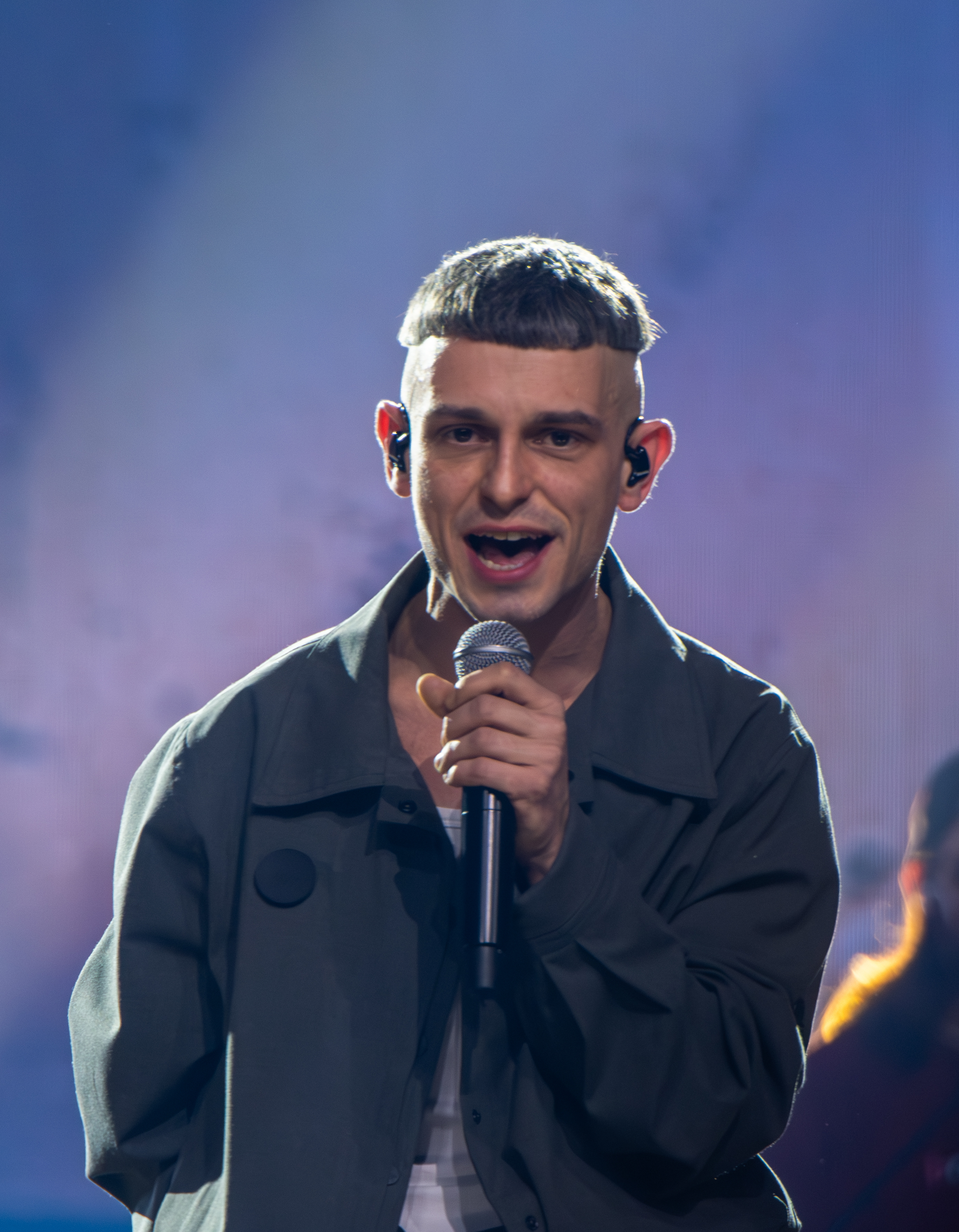
Mateusz Dopieralski (2024)

Mateusz Dopieralski (* 1988 in Katowice, Polen), bekannt auch als Vito Bambino, ist ein deutsch-polnischer Schauspieler und Sänger.

## Biografie
Mateusz Dopieralski absolvierte bis 2012 seine Schauspielausbildung an der Schauspielschule der Keller in Köln. Schon während des Studiums spielte er an den Wuppertaler Bühnen und am Theater der Keller. Seitdem ist er regelmäßig im deutschen Kino und Fernsehen zu sehen. Im Jahr 2011 erhielt er den Puck als bester Nachwuchsschauspieler Kölns.
Er singt auf Polnisch. Als Sänger ist er bekannt für seine Alben Poczekalnia, Kwiaty i korzenie und Tu da max. Ende Juni 2021 erschien das Lied I Ciebie też, bardzo von Mateusz Dopieralski, Dawid Podsiadło und Daria Zawiałow auf dem Kanal von Męskie Granie. Das Lied war ein Teaser auf dem Konzert der Band Męskie Granie. Dopieralski ist auch Vokalist der Band Bitamina.

## Filmografie
- 2012: SOKO Köln (Fernsehserie, Folge Fischer gegen Fischer)
- 2013: Stralsund – Tödliches Versprechen (Fernsehreihe)
- 2013: Kleopatra – Frauen, die Geschichte machten, ZDF
- 2014: Danni Lowinski: Grün ist die Hoffnung, Sat.1
- 2014: Die Kleinen und die Bösen (Kinofilm)
- 2014: Der Usedom-Krimi: Mörderhus, ARD
- 2014: Das Attentat – Sarajevo 1914
- 2015: Heldt (Fernsehserie, Folge Wehrlos)
- 2015: Bettys Diagnose (Fernsehserie, Folge Adrenalin)
- 2015: Die Kleinen und die Bösen (Kinofilm)
- 2015: Die Truckerin, Sat.1
- 2015: Helen Dorn – Amok (Fernsehreihe)
- 2015: Josephine Klick: Bürgerwehr
- 2016: Der Traum von Olympia, ARD
- 2016: Fucking Berlin (Kinofilm)
- 2017: Einstein (Fernsehserie, Folge ABC)
- 2017: Alarm für Cobra 11 – Die Autobahnpolizei (Fernsehserie, Folge Geister der Vergangenheit)
- 2018: Mackie Messer – Brechts Dreigroschenfilm
- 2018: Rentnercops (Fernsehserie, Folge Alles wird gut)
- 2018: Tatort: Mitgehangen
- 2019: Der Krieg und ich (Kinder- und Jugendreihe, KiKA)
- 2019: Harter Brocken: Der Geheimcode
- 2020: Die Chefin (Fernsehserie, Folge Verzockt)

## Diskografie

### Alben
| Jahr | Titel       | Höchstplatzierung, Gesamtwochen, AuszeichnungChartsChartplatzierungen (Jahr, Titel, Platzierungen, Wochen, Auszeichnungen, Anmerkungen) | Anmerkungen                                                 |
| Jahr | Titel       | PL | Anmerkungen                                                 |
| ---- | ----------- | --- | ----------------------------------------------------------- |
| 2020 | Poczekalnia | PL4 Gold · (2 Wo.)PL | Erstveröffentlichung: 24. September 2020 Verkäufe: + 15.000 |
| 2023 | Pracownia   | PL2 ×2Doppelplatin · (33 Wo.)PL | Erstveröffentlichung: 27. April 2023 Verkäufe: + 60.000     |

### Singles
| Jahr | Titel Album                                       | Höchstplatzierung, Gesamtwochen, AuszeichnungChartsChartplatzierungen (Jahr, Titel, Album, Platzierungen, Wochen, Auszeichnungen, Anmerkungen) | Anmerkungen |
| Jahr | Titel Album                                       | PL | Anmerkungen |
| --- | ------------------------------------------------- | --- | --- |
| 2021 | Ale jazz! Irenka                                  | PL1 a ×2Doppeldiamant · (37 Wo.)PL | Erstveröffentlichung: 14. Januar 2021 Verkäufe: + 500.000; mit Sanah                                                        |
| 2021 | Za krótki sen Wojny i Noce                        | PL7 Diamant · (16 Wo.)PL | Erstveröffentlichung: 8. April 2021 Verkäufe: + 250.000; mit Daria Zawialow & Dawid Podsiadło                               |
| 2021 | I Ciebie też, bardzo Męskie Granie Orkiestra 2021 | PL1 b ×2Doppeldiamant · (66 Wo.)PL | Erstveröffentlichung: 30. Juni 2021 Verkäufe: + 500.000; mit Meskie Granie Orkiestra 2021, Daria Zawialow & Dawid Podsiadło |
| 2023 | Etna Pracownia                                    | PL29 Platin · (3 Wo.)PL | Erstveröffentlichung: 19. Januar 2023 Verkäufe: + 50.000                                                                    |
| 2023 | Podpalmy to –                                     | PL60 Platin · (8 Wo.)PL | Erstveröffentlichung: 16. Februar 2023 Verkäufe: + 50.000                                                                   |
| 2023 | Mustang Pracownia                                 | PL28 Platin · (5 Wo.)PL | Erstveröffentlichung: 23. März 2023 Verkäufe: + 50.000; mit Sanah                                                           |
| 2023 | Supermoce –                                       | PL3 ×3Dreifachplatin · (27 Wo.)PL | Erstveröffentlichung: 17. Mai 2023 Verkäufe: + 150.000; Męskie Granie Orkiestra 2023 feat. Igo, Mrozu, Vito Bambino         |
| 2025 | Pomiędzy Def Jam World Tour: London               | PL21 (5 Wo.)PL | Erstveröffentlichung: 27. Februar 2025 mit Daniel Godson, Moo Latte, Dan Diggas                                             |
| 2025 | Póki jesteś –                                     | PL35 (1 Wo.)PL | Erstveröffentlichung: 15. Juli 2025 mit Chivas                                                                              |
| 2025 | Americano –                                       | PL80 (… Wo.)PL | Erstveröffentlichung: 20. Juli 2025                                                                                         |
| Folgende Lieder erschienen nicht als Single, wurden aber durch das Album zum Download und Streaming bereitgestellt und konnten somit eine Platzierung erlangen: |                                                   | | |
| |                                                   | | |
| 2022 | Za Daleko Złote bloki                             | PL5 c (25 Wo.)PL | Erstveröffentlichung: 14. Januar 2021 Mrozu feat. Vito Bambino                                                              |
| 2023 | Ulek i Dawcia Pracownia                           | PL41 Gold · (5 Wo.)PL | |

Weitere Singles
- 2020: Co ja wiem? (mit Jan-Rapowanie & Nocny, PL: Platin)
- 2021: Nudy (PL: ×2Doppelplatin )
- 2021: Ritz Carlton (mit Pro8bl3m, PL: ×2Doppelplatin )
- 2021: Mieć czy być (mit Męskie Granie Orkiestra, Daria Zawiałow & Dawid Podsiadło, PL: Gold)
- 2022: Późne godziny (mit Natalia Szroeder, PL: Gold)
- 2022: Poszło (PL: Platin)
- 2023: Cyber PRL (PL: Gold)
- 2024: Chabo (mit Guzior & Favst, PL: Platin)